# Germán Pezzella
Germán Alejo Pezzella; nascut el 27 de juny de 1991) és un futbolista professional argentí que juga com a central al River Plate i a la selecció argentina, amb la qual va guanyar la Copa del Món de la FIFA 2022.

## Carrera de club

### Carrera inicial
Pezzella es va incorporar a la formació juvenil del Club Atlético River Plate el 2005, als 14 anys, després de representar el Club Olimpo.
Després d'impressionar amb el filial del primer, va ser convocat per a la pretemporada al Canadà, i va jugar als amistosos contra el Toronto FC, el Montreal Impact i l'Everton.

### River Plate
Després de ser suplent no utilitzat en un empat 0-0 fora de casa contra el Club Atlético Huracán el 18 d'octubre de 2009, Pezzella va debutar com a sènior el 7 de desembre de 2011, començant com a titular en una victòria a casa per 1-0 contra el Defensores de Belgrano per a la Copa Argentina de la temporada. El seu debut a la Lliga va arribar el 2 de març de l'any següent, on va jugar els 90 minuts sencers en un empat a casa 0-0 contra el Quilmes Atlético Club.
Pezzella va marcar el seu primer gol com a professional el 2 de setembre de 2012, marcant l'últim en un empat 1-1 contra el Club Atlético Colón. També va marcar l'empat en un empat a casa del Superclàssic 1-1 contra el Boca Juniors, només tres minuts després de sortir de la banqueta
El 10 de desembre de 2014, Pezzella va marcar l'últim en una victòria per 2-0 de la final de la Copa Sudamericana 2014 contra l'Atlético Nacional, i el seu equip va guanyar el seu primer títol internacional després d'una absència de 17 anys en la competició.

### Betis
El 10 de juliol de 2015, Pezzella va signar un contracte de cinc anys amb el Real Betis, recentment ascendit a la Lliga. Va debutar amb el club el 23 d'agost, començant com a titular en un empat a casa per 1-1 contra el Vila-real CF.

### Fiorentina
Després d'un període de cessió amb el club de la Serie A ACF Fiorentina durant la temporada 2017-18, Pezzella va signar un contracte de cinc anys amb el club que duraria fins al final de la temporada 2021-22 per una quota de traspàs d'11 milions d'euros. Abans de la temporada 2018-19, va ser nomenat nou capità del club.

### Retorn al Betis
El 19 d'agost de 2021, Pezzella va tornar al Betis després de signar un contracte de quatre anys.

## Carrera internacional
Pezzella va jugar representat a l'Argentina al Torneig de Toulon 2009. També va aparèixer amb l'equip al Campionat Sud-americà sub-20 de 2011 i a la Copa del Món Sub-20 de la FIFA 2011, sempre com a titular.
L'1 de setembre de 2011, Pezzella va ser convocat per als Jocs Panamericans de l'any, apareixent en cinc partits i marcant dos gols durant la competició.
L'octubre de 2017, va ser convocat per primera vegada a la selecció argentina per a les eliminatòries del Mundial de 2018 contra el Perú el 5 d'octubre i l'Equador el 10 d'octubre de 2017. El maig de 2018 va ser nomenat a la selecció argentina de 35 jugadors preliminars per a la Copa del Món de la FIFA 2018 a Rússia, però no va arribar a la final de 23. El 27 de març de 2019, va ser el capità de l'Argentina en una victòria amistós fora de casa per 1-0 contra el Marroc. Va ser inclòs a la selecció argentina de 26 jugadors per a la Copa del Món de la FIFA 2022 i va entrar com a substitut en la pròrroga de la final, en què la seva nació va guanyar un tercer títol mundial en derrotar França als penals.

## Palmarès
River Plate
- Primera Divisió Argentina: 2013–14
- Copa Campeonato: 2013–14
- Primera B Nacional: 2011–12
- Copa Libertadores: 2015
- Copa Sudamericana: 2014
- Recopa Sudamericana: 2015

Real Betis
- Copa del Rei: 2021–22[20]

Argentina
- Copa del Món de la FIFA: 2022[21]
- Copa Amèrica: 2021,[22] 2024[23]
- CONMEBOL–Copa de Campions de la UEFA: 2022[24]